# 東雪見
東 雪見（ひがし ゆきみ、1974年1月21日 - 2018年9月17日）は、日本の法学者。神奈川県横浜市出身。

## 来歴
上智大学大学院法学研究科の博士課程にて町野朔のもとで刑法を学んだのち、立教大学助教、成蹊大学法学部の専任講師などを経て同学法学部法律学科の教授となる。2018年9月17日、病により逝去。44歳没。
- 1974年1月21日 - 神奈川県横浜市にて生まれる[2]
- 1992年3月 - 東京都立成瀬高等学校卒業[2]
- 1996年3月 - 上智大学法学部法律学科卒業[2]
- 1998年3月 - 上智大学大学院法学研究科法律学専攻博士前期課程修了[2]
- 1998年4月 - 信山社出版の編集部に入社（1999年3月まで）[2]
- 1999年4月 - 上智大学大学院法学研究科法律学専攻博士後期課程入学[2]
- 2003年4月 - 立教大学法学部助手（2004年3月まで）[2]
- 2004年4月 - 成蹊大学法学部法律学科専任講師[2]
- 2006年4月 - 成蹊大学法学部法律学科助教授[2]
- 2007年4月 - 成蹊大学法学部法律学科准教授、骨髄移植財団データ・試料管理委員会委員[2]
- 2012年4月 - 成蹊大学法学部法律学科教授[2]
- 2018年9月17日 - 逝去[2]。44歳没。

## 著書
- 東雪見 著「親権と刑法」、町野朔、岩瀬徹 編『児童虐待の防止 : 児童と家庭,児童相談所と家庭裁判所』有斐閣、2012年2月。ISBN 978-4-641-13610-6。

## 関連文献
- 原昌登「パワハラ防止措置の法制化の意義」『成蹊法学』第90巻山根祥利教授 東雪見教授 追悼号、成蹊大学法学会、2019年6月、183-196頁、doi:10.15018/00000360、hdl:10928/1191、ISSN 0388-8827、NAID 120006725002、OCLC 8194372212、国立国会図書館書誌ID:029808675。